# Mary Gawthorpe

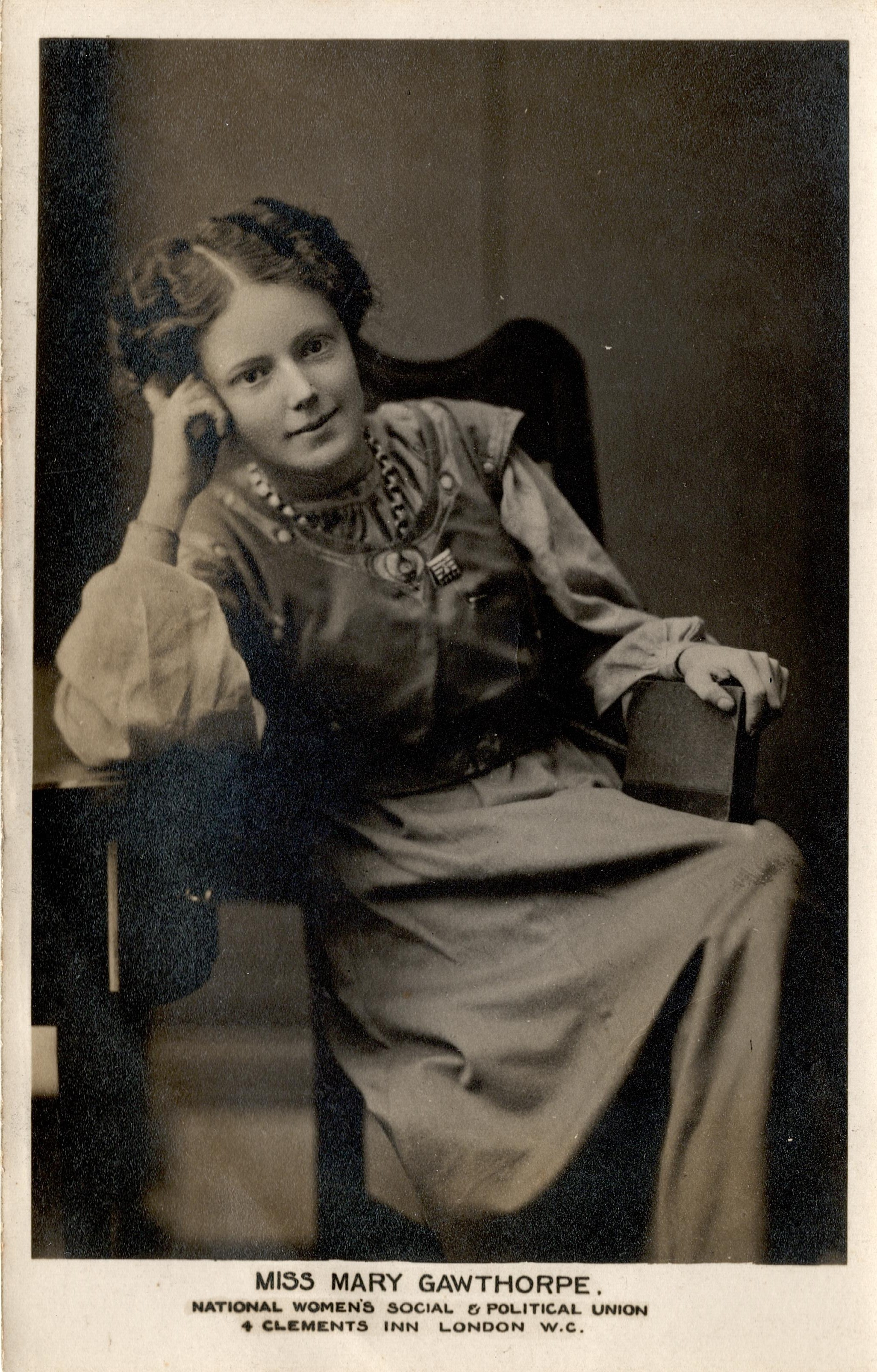
Miss Mary Gawthorpe (1908 c.ca)

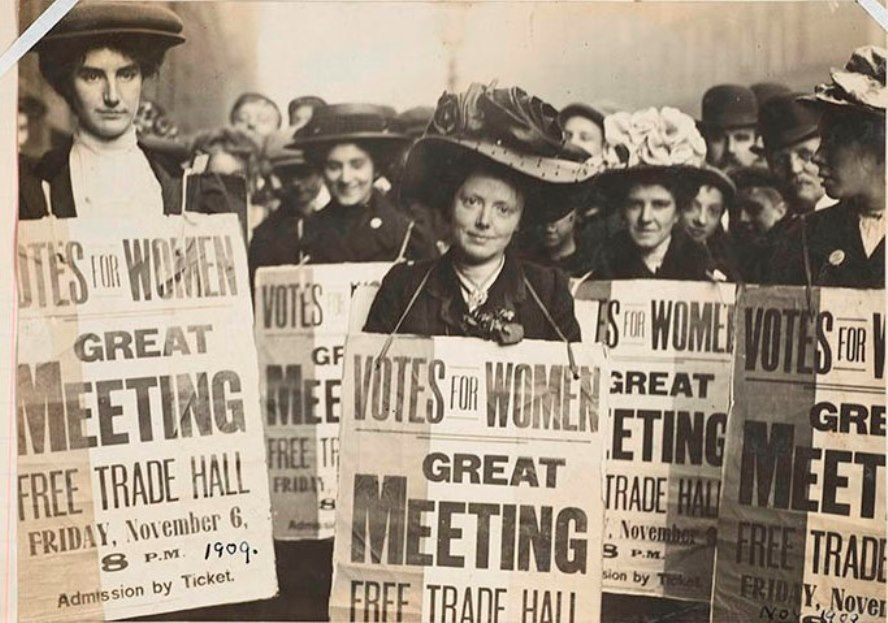
Helen Ogston e Mary Gawthorpe, la fonte dice 1909 ma si sospetta sia il 1906

Mary Gawthorpe (Leeds, 12 gennaio 1881 – New York, 12 marzo 1973) è stata un'insegnante, attivista, suffragetta, socialista, sindacalista ed editrice britannica; è stata descritta da Rebecca West come "un'allegra santa militante".

## Biografia

### Primi anni
Mary Gawthorpe nacque a Woodhouse, Leeds da John Gawthorpe, un conciatore, e Annie Eliza (Mountain) Gawthorpe. Sua madre in tenera età lavorò in un mulino fino a quando la sorella maggiore le offrì un posto come assistente. Mary Gawthorpe aveva quattro fratelli; un maschio e una sorella maggiore morirono a distanza di un anno l'uno dall'altro a causa di una polmonite, quando Mary aveva sette anni e gli altri due, Annie Gatenby e James Arthur, sopravvissero fino all'età adulta.

### Formazione e carriera

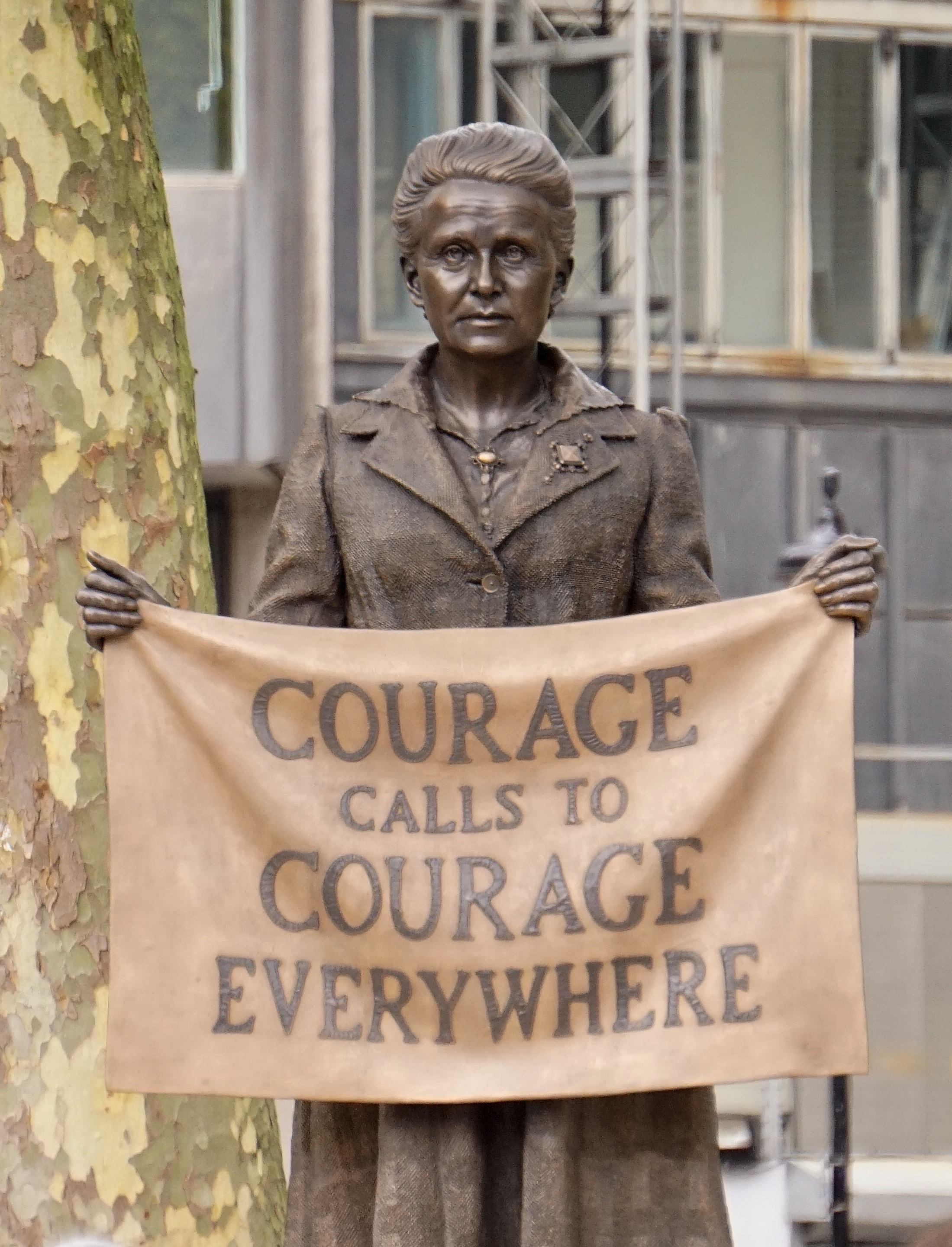
Statua di Millicent Fawcett

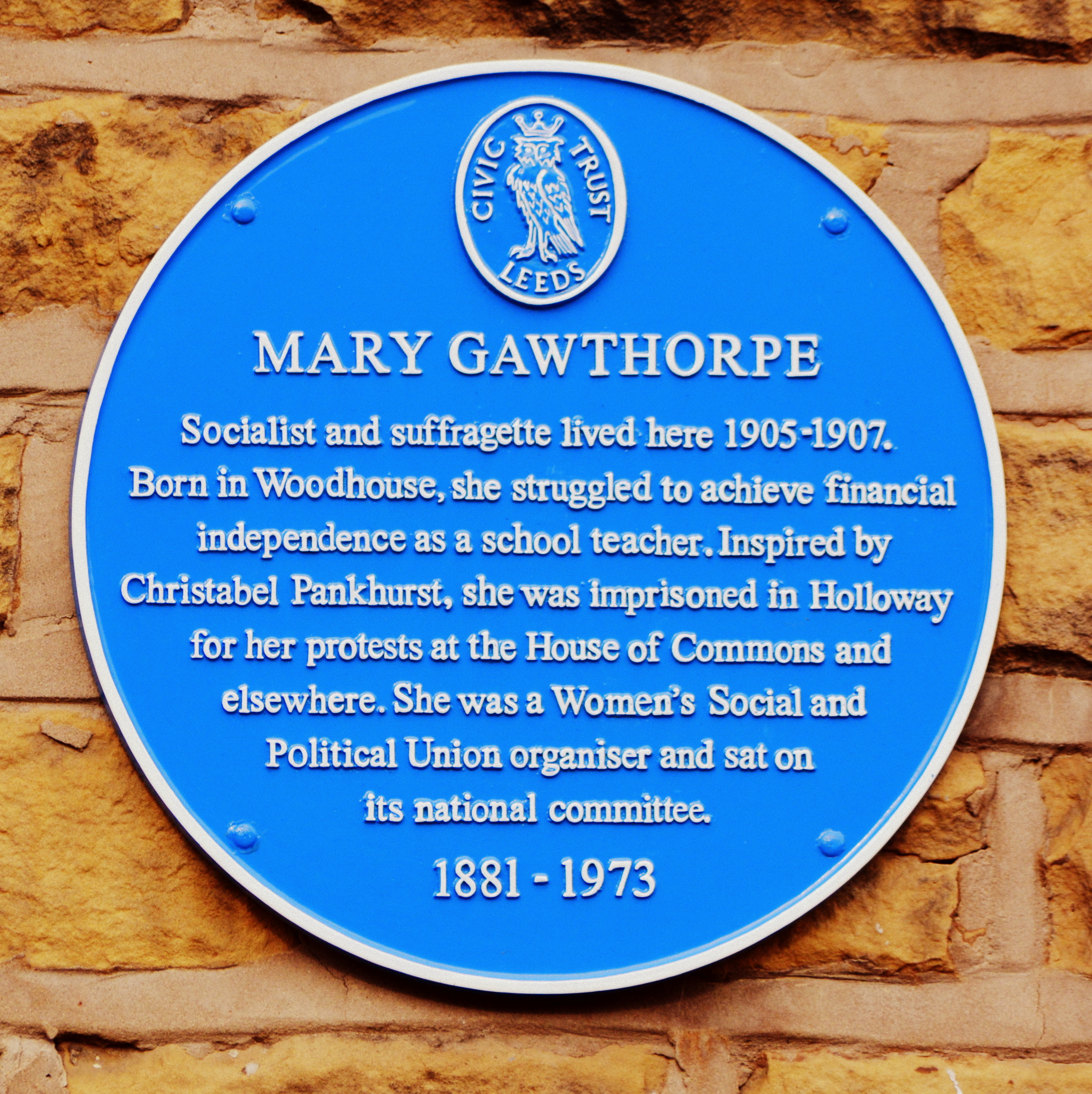
Una targa blu alla Gawthorpe a Bramley, Leeds

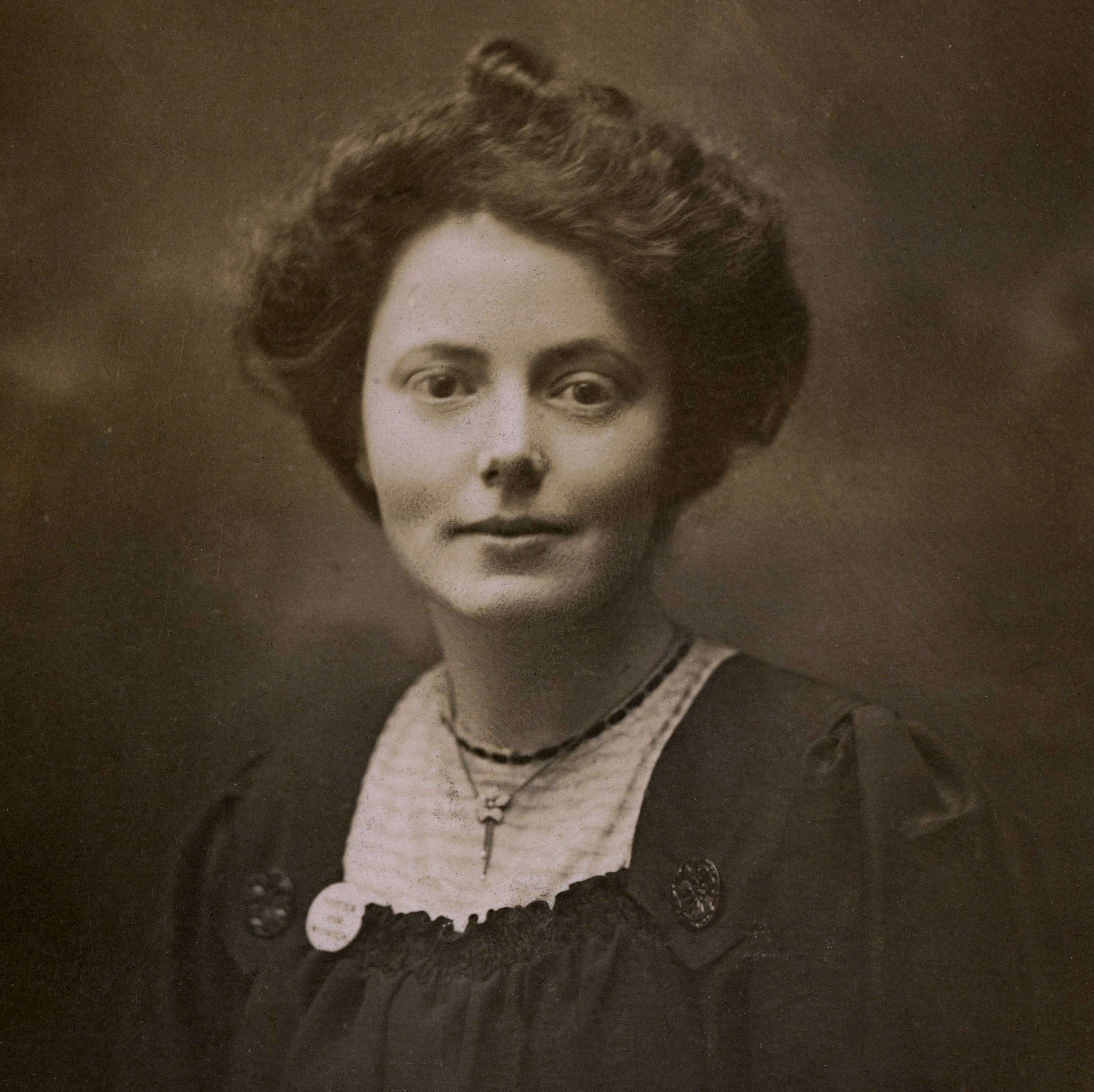
Miss Mary Gawthorpe (1908 c.ca)

Dopo essersi qualificata come insegnante nella sua nativa Leeds, insegnando alla Hough Lane School di Bramley, diventò socialista e fu attiva nella sezione locale della National Union of Teachers. Si unì al Partito Laburista Indipendente e nel 1906 divenne segretaria della neonata Women's Labour League. Fu impegnata nel movimento per il suffragio femminile e, nel 1905, entrò a far parte della Women's Social and Political Union. Nel 1906 lasciò l'insegnamento per diventare un'organizzatrice pagata a tempo pieno per la WSPU di Leeds. Sylvia Pankhurst arrivò a Leicester nel 1907 e si unì ad Alice Hawkins che fece le presentazioni. A loro si unì la Gawthorpe e stabilirono un presidio WSPU a Leicester.
La Gawthorpe era un membro attivo del Leeds Arts Club, essendo stata presentata al club dal suo fidanzato giornalista. Aveva stretto amicizia con Alfred Orage, che era un collega insegnante di scuola elementare a Leeds. Nella sua autobiografia descrive il tranquillo spazio di lettura e le riunioni di gruppo del club, che condivideva i locali con la Fabian Society e la Theosophic Society. I membri spesso si incrociavano e lei descrive come si imbatté negli scritti nel club di Annie Besant e nelle idee teosofiche sulla verità e l'uguaglianza. Il Club incoraggiava le donne a partecipare ai dibattiti, descritti da lei come portare "una nuova realtà artistica alla consapevolezza".

### Attivismo
Successivamente si unì a Christabel Pankhurst nel Galles, dove attinse al background della locale classe operaia e partecipò al movimento operaio. All'incontro in Galles, organizzato da Samuel Evans, candidato alla rielezione al Parlamento, la Gawthorpe, in perfetto gallese, preoccupò Evans ponendogli domande nella sua lingua durante le sue stesse riunioni. Il presidente della riunione iniziò l'Inno Nazionale Gallese, ma la Gawthorpe lo sfruttò a suo vantaggio guidando il canto con la sua voce ricca che "conquistò ancora di più il cuore della gente".
Nel 1907 fece una campagna elettorale suppletiva a Rutland. Lei organizzò un incontro all'aperto a Uppingham e mentre era in piedi su un carro accompagnata da diverse altre donne, una folla di "giovani rumorosi cominciò a vomitare 'caramelle' alla menta piperita e altri dolci sodi". Imperterrita nonostante i bambini chiassosi, in parte a causa del suo tempo passato come insegnante di scuola, ribatté, "Dolci ai dolci", con un sorriso sul viso e continuò la sua discussione fino a quando un uovo lanciato dalla folla la colpì sulla testa e cadde priva di sensi. Fu portata via ma tornò il giorno dopo, come una "vera suffragetta", imperterrita. Sylvia Pankhurst scrisse che "l'incidente e il suo spirito coraggioso l'hanno resa l'eroina delle elezioni".
Fece anche una campagna con Jessie Stephenson e Nellie Martel nelle elezioni suppletive di Jarrow del 1907. Parlò a un pubblico diverso, come un gruppo di oltre 200 agricoltori, il 17 aprile 1908, in Exchange Street ad Aberdeen e in altri eventi in quella zona, compresa l'esperienza di essere disturbata a una riunione sulla temperanza a Stonehaven per le suffragette che sostenevano le bariste, ma dichiarò che era anche una riformatrice della temperanza.

### L'inizio della persecuzione
La Gawthorpe ha parlato a eventi nazionali, tra cui un raduno a Hyde Park nel 1908 a cui parteciparono oltre 200.000 persone. Oltre ad essere stata incarcerata in diverse occasioni per le sue attività politiche, fu anche duramente picchiata, subendo gravi lesioni interne dopo aver disturbato Winston Churchill nel 1909.
Nell'ottobre 1906 fu arrestata a seguito di una manifestazione alla Camera dei comuni perché si era rifiutata di essere obbligata a mantenere la quiete e fu condannata a due mesi di reclusione. Dopo essere stata scarcerata, fu arrestata per un'altra manifestazione alla Camera dei Comuni nel febbraio 1907, fu "gravemente picchiata e non poté comparire in tribunale". Il mese successivo il caso fu archiviato.
Diversi mesi dopo, nel novembre 1907, fu arrestata, questa volta con Dora Marsden e Rona Robinson all'Università di Manchester, per aver chiesto a Lord Morley notizie delle donne imprigionate a Birmingham. Le tre donne furono espulse dalla riunione di Lord Morley e arrestate dalla polizia in modo estremamente violento.
Nel gennaio 1910, il giorno delle elezioni a Southport, la Gawthorpe, insieme alle compagne suffragette Dora Marsden e Mabel Capper, furono oggetto di una violenta aggressione mentre manifestavano alle cabine elettorali. A febbraio le tre suffragette denunciarono tre uomini per aggressione. Le accuse furono archiviate dai magistrati. Fuori dal tribunale la polizia intervenne nelle ostilità sorte tra i sostenitori degli imputati e quelli delle tre ricorrenti.
Nel febbraio 1912 la Gawthorpe ruppe una finestra del Ministero dell'Interno per protestare contro l'imprigionamento e il trattamento brutale del suffragista William Ball. Chiese di essere incarcerata, ma il magistrato la esonerò per i suoi motivi medici.

### Altre attività e vita privata
Con Dora Marsden fu coeditrice del periodico radicale The Freewoman: A Weekly Feminist Review, che discuteva argomenti come il lavoro salariato delle donne, i lavori domestici, la maternità, il movimento per il suffragio e la letteratura. La sua notorietà e importanza si basavano sulle sue franche discussioni sulla sessualità, la moralità e il matrimonio e sollecitavano la tolleranza per l'omosessualità maschile. A causa delle cattive condizioni di salute e dei disaccordi con la Marsden, si dimise dai suoi doveri di coeditrice. La sua pubblicazione finale era datata 7 marzo 1912.
Emigrò a New York City nel 1916. Fu attiva nel movimento per il suffragio americano e successivamente nel movimento sindacale, diventando un funzionario del sindacato Amalgamated Clothing Workers of America. Raccontò i suoi primi sforzi nella sua autobiografia, Up Hill to Holloway (1962).

## Riconoscimento postumo
Il suo nome e la sua foto (e quelli di altre 58 sostenitrici del suffragio femminile) sono sul piedistallo della Statua di Millicent Fawcett in Parliament Square, Londra, inaugurata nel 2018.